# Phyllophaga heteroclita
Phyllophaga heteroclita är en skalbaggsart som beskrevs av Hermann Burmeister 1855. Phyllophaga heteroclita ingår i släktet Phyllophaga och familjen Melolonthidae. Inga underarter finns listade i Catalogue of Life.